# Spirostachys africana
Spirostachys africana es un árbol caducifolio de talla mediana (aproximadamente 10 metros de alto) con el tallo recto, que crece en las partes templadas subtropicales de África austral. Su madera es conocida como tamboti, tambotie, tambootie o tambuti.

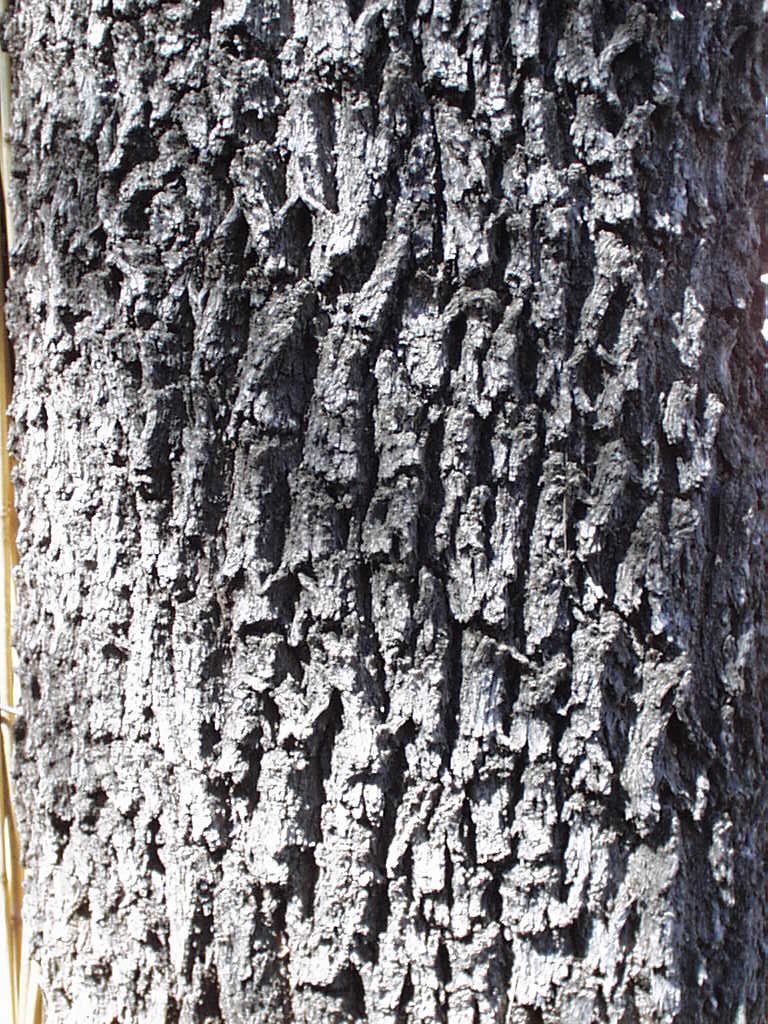
Tronco de S. africana

Prefiere crecer en sitios puros en los bosques caducifolios, con frecuencia a lo largo de cursos de agua o suelos arenosos.

## Descripción
Las flores son pequeñas, elípticas con los márgenes crenados, y se vuelven rojas brillosas antes de caerse. El peciolo tiene 2 glándulas pequeñas en el extremo distal. La corteza gris-negrácea está distintivamente dividida en rectángulos bien formados. Las flores en forma de amentos aparecen a principios de primavera antes de las hojas. Las flores masculinas y femeninas se producen en el mismo árbol (monoico). Las pequeñas glándulas de 3 lóbulos se dividen en tres segmentos iguales cuando maduran; en un día cálido esta separación (dehiscencia)  puede sonar como una descarga de disparos.

## Madera
A pesar de ser susceptible a la pudrición del corazón, es apreciada en la industria de la mueblería por su madera hermosa densa y durable, la cual es café-rojiza con rayas más oscuras, un lustre parecido al satín  y un olor dulce extremadamente fragante. La madera aceitosa exuda un látex blanco y venenoso cuando está fresco, y los fuegos de campamento que queman tambuti como combustible emiten humos nocivos que contaminan la carne u otra comida a la parrilla en las llamas o carbón. El látex es usado como veneno para peces, es aplicado a las puntas de las flechas y es usado como purgante por los nativos. El principio activo es la excoecarina de diterpeno,  nombrada por el manglar euforbiáceo de la India Excoecaria agallocha.

### Toxicidad
La carne cocinada sobre la madera de este árbol causa diarrea severa y en casos extremos la muerte. Aunque el humo del fuego del tamboti es venenoso y la madera no debe usarse para cocinar al fuego, una vez que ha sido quemada, los carbones al rojo vivo pueden usarse con completa seguridad.

## Frijoles saltarines
Los frutos son con frecuencia parasitados por las larvas de la pequeña polilla gris Emporia melanobasis (Pyralidae: Phycitinae). Estas larvas se pliegan dentro de los segmentos caídos, provocando que se muevan de un lado a otro errática y vigorosamente, para la sorpresa del inexperto. Esto ha llevado al nombre de "Árbol del frijol saltarín". El frijol saltarín mexicano, Sebastiania sp., también pertenece a la familia de las Euphorbia y está parasitado por la polilla Cydia deshaisiana.

## Taxonomía
Spirostachys africana fue descrita por  Otto Wilhelm Sonder y publicado en Linnaea 23: 106. 1850.
Sinonimia
- Excoecaria africana (Sond.) Müll.Arg.
- Excoecaria synandra Pax
- Excoecariopsis synandra (Pax) Pax
- Sapium africanum (Sond.) Kuntze
- Spirostachys synandra (Pax) Pax
- Stillingia africana (Sond.) Baill.[3][4]